# Terminal Toluca
La Terminal Toluca es la principal y más grande terminal de autobuses de la zona metropolitana,  está ubicada al centro-sur de la ciudad. Fue construida con una distribución peculiar y distinta al de otras terminales, ya que no cuenta con patios de maniobras y andenes cercanos a las salas de espera, sino con 12 largos carriles con aproximadamente 10 andenes cada uno, unidos por un pasillo principal que hace las veces de vestíbulo para taquillas, y un gran espacio que funge como de sala de espera; además de contar con un área especial y separada del cuerpo principal, con sala de espera y andenes independientes, para los servicios ejecutivos de líneas como ETN/Turistar Lujo, Autovías/La Línea, Excelencia Plus y Omnibus de México.

## Historia
La construcción se decidió para descongestionar el centro de la ciudad, debido al creciente aumento en el número de corridas y empresas que utilizan las instalaciones, ya que la antigua Terminal (inaugurada en 1961), estaba ubicada en el centro histórico, en la avenida Juárez (donde ahora se encuentra Grand Plaza Toluca). La Terminal Toluca fue inaugurada en el año 1972. La obra fue realizada en coordinación con los distintos transportistas, principalmente los del ahora denominado Grupo Toluca, que forma parte actualmente de Grupo IAMSA.
En el año 2008 surge el proyecto de construir una nueva Terminal, denominada Toluca Norte, ya que en la actualidad y debido al crecimiento de la ciudad, la actual central ya fue superada en su capacidad, pues fue absorbida nuevamente por la mancha urbana.

## Especificaciones de la Terminal
- Número de Carriles: 12
- Número de andenes: 12
- Espacios de aparcamiento de autobuses: 80
- Superficie total de la terminal:
- Servicio de Estacionamiento: Superficial
- Número de taquillas: 18
- Número de locales comerciales: 24
- Salas de espera: 1

## Destinos
| Líneas de Autobuses                                                   | Destinos |  |
| --------------------------------------------------------------------- | --- |  |
| ETN/Turistar Lujo                                                     | Acapulco Costera, Ciudad de México Sur (Taxqueña), Chilpancingo, Colima, Cuernavaca, Guadalajara, Manzanillo, Monterrey Central, Monterrey Churubusco, Morelia, Puerto Vallarta, Querétaro Central, Querétaro Norte, Riviera Nayarit, San Luis Potosí, Zapopan. |  |
| Primera Plus                                                          | Aguascalientes, Atlacomulco, Celaya, Guadalajara, Guanajuato, Irapuato, La Peñita, León, Mazatlán, Puerto Vallarta, Querétaro Central, San Juan de los Lagos, San Luis Potosí, Zapopan. |  |
| Autobuses Futura                                                      | Acapulco Central Lujo, Acapulco Ejido, Chilpancingo, Guadalajara, Monterrey, Nuevo Laredo, Puebla CAPU, Querétaro Central, San Luis Potosí. |  |
| Autobuses Interestatales de México ELITE                              | Altar, Caborca, Cd. Obregón, Culiacán, Guadalajara, Guasave, Hermosillo, Los Mochis, Mazatlán, Mexicali, San Luis Río Colorado, Santa Ana, Sonoyta, Tepic, Tijuana. |  |
| Transportes Chihuahuenses                                             | Camargo, Cd. Juárez, Chihuahua, Delicias, Fresnillo, Gómez Palacio, Jiménez, Pistolas Meneses, Salinas, Torreón, Zacatecas. |  |
| Autobuses Anáhuac                                                     | Querétaro Central, San Luis Potosí, Ciudad Acuña, Monclova. |  |
| Ómnibus de México/Plus                                                | Agua Prieta, Atlacomulco, Camárgo, Cananea, Casas Grandes, Cd. Altamirano, Cd. Juárez, Cd. Valles, Chihuahua, Cutzamala, Delicias, Durango, Ébano, Fresnillo, Gómez Palacio, Agencia Hamburgo, Imuris, Janos, Jiménez, Matamoros, Monterrey, Nuevo Laredo, Nogales, Pistolas Meneses, Parador Jiménez, Querétaro Central, Reynosa, Ricardo Flores Magon, Salinas, Saltillo, San Luis Potosí, Surcusal Indio, Tampico, Tamuín, Tejupilco, Tepic, Torreón, Agencia El Vaquero, Vicente Guerrero, Zacatecas. |  |
| Turismos y Autobuses México Toluca Triangulo Flecha Caminante         | Ciudad de México Poniente (Observatorio) |  |
| Autovías Centro Occidente/La Línea                                    | Atlacomulco, Colima, Cuatro Caminos, Guadalajara, Ixtapa, Lázaro Cárdenas, Manzanillo, Maravatío, Morelia, Querétaro Central, Tecomán, Uruapan, Zihuatanejo |  |
| Herradura de Plata/Viajero                                            | Jilotepec. |  |
| Autotransportes Pegasso                                               | Acambay, Atlacomulco, Querétaro Central, San Felipe del Progreso, San Juan del Río, Temascalcingo. |  |
| Autotransportes México Toluca San Luis Mextepec Querétaro Flecha Roja | Acambay, Atlacomulco, Ciudad de México Norte, Ciudad de México Poniente (Observatorio), Chirinos, Contadero, Cruz Blanca, Cuajimalpa, Desviación Aculco, Desviación de Maboro, Desviación de los Reyes, Desviación de Jocotitlan, Desviación Polotitlán, El Yaqui, La Pila, Escondida, Jalalpa, La Marquesa, La Venta, Maromas, Querétaro Central, Rio Hondito, Salazar, San Juan del Río, San Mateo Atenco, Tantoco. |  |
| Autobuses de Occidente                                                | Angangueo, Cd. Hidalgo, Charo, Huetamo, Morelia, Pátzcuaro, Querendaro, Quiroga, Tuxpan, Uruapan, Zitácuaro. |  |
| Ovnibus                                                               | Pachuca, San Mateo Atenco, Tepeji del Río, Tepotzotlán, Tula de Allende. |  |
| Zinabus/Excelencia                                                    | Ajuchitlán, Amanalco, Amatepec, Angangueo, Arcelia, Cd. Altamirano, Cd. de México Poniente, Bejucos, Colorines, Coyuca de Catalán, Cutzamala, Donato Guerra, El Arco, Ixtapan del Oro, La Sabana, San Jose Villa de Allende, San Martín Obispo, San Pedro Limon, Santa Ana Zinapeyocan, Sultepec, Tecaxtiltan, Tejupilco, Tema, Temascaltepec, Tixca, Tlapehuala, Valle de Bravo, Villa Victoria, Zacazonapan, Zihuatanejo, Zirandaro, Zitácuaro, Xoconusco. |  |
| Autotransportes México Toluca San Luis Mextepec Querétano Flecha Roja | Boulevar Aeropuerto, Chevy 5 de Mayo, Chrysler, Comonfort, Crisa, Inf.San Gabriel, Naucalpan Metro Toreo, Pilares, Torres, San Mateo Atenco. |  |
| Autotransportes México Toluca San Luis Mextepec Querétaro Flecha Roja | Amomolulco, Atlatlahuca, Axixintla, Balderas, Buenavista Villa Guerrero, Caseta, Chalma, Chapultepec, Coatepec Harinas, Corralejo, Coyoltepec, Cuajimalpa, Cuernavaca E. Blanca, El Canal, El Capulin, El Isote, El Mogote, El Yaqui, El 28, El Terrero, Grutas de Cacahuamilpa, Huitzilac, Ixtapan de la Sal, Lagunas de Zempoala, Lagunilla, La Marquesa, La Pila, La Puerta de Santiago, La Venta, Las Cruces, Las Grutas, Los Morales, Malinalco, Matlazinca, Metepec, Mexicalzingo, México,D.F. Poniente, Ocoyoacac, Papala, Piedras Negras, Planes, Porfirio Díaz, Pueblo Nuevo, Puente Los Sabinos, Puente Nuevo, San Andrés, San Antonio La Isla, San Alejo, San Bartolo, San Dimas, San Francisco, San Francisco Putla, San Gregorio, San Lucas, San Lucas Antonio, San Martín, San Mateo Atenco, San Mateo, San Nicolas Coatepec de las Bateas, San Pedro Zictepec, Santa Ana, Santa Cruz Atizapan, Santa Maria, Santa María Rayón, Santa Martha, Santiago Oxotitlan, Santiago Tianguistenco, Santiaguito, Tantoco, Taxco, Tenancingo, Tenango del Valle, Tlanixco, Tonatico, Totolmajac, Villa Guerrero, Zacango, Zacualpan, Zempoala. |  |
| Autotransportes México Toluca San Luis Mextepec Querétaro Flecha Roja | Chalma, Coatepec Harinas, Cuernavaca E. Blanca, Ixtapan de la Sal, Santiago Tianguistenco, Taxco, Tenancingo, Villa Guerrero. |  |
| Autotransportes Toluca - San Pedro de los Baños “Mensajero”           | Ixtlahuaca, San Felipe del Progreso. |  |
| Autobuses Estrella del Noreste                                        | Almoloya del Río, Capulhuac, Chalma, Lerma, Ocoyoacac, Ocuilan, Pilares, Puente, Santiago Tianguistenco. |  |
| Autotransportes Crucero                                               | Otzolotepec, Oyamel, San Nicolas, Temoaya, Nicolás Romero, Xonacatlan. |  |
| Linea de Turismos Toluca Tenango Estrella de Oro S.A. de C.V.         | Chapultepec, Crisa, Metepec, Mexicaltzingo, Santiago Tianguistenco, Tenancingo, Tenango del Valle, Atlapulco, Ex Rancho San Dimas, Santa Ana Nichi, San Miguel Almoloyan, Almoloya de Juárez. |  |
| Autobuses de los Insurgentes SA de CV                                 | Agua Zarca, Ejido San Pedro el Alto, Fresno Nichi, Ixtlahuaca de Rayón, Loma de San José, Ocoyotepec, Purísima Concepción de Mayorazgo, San Agustín Citlalli, San Agustín las Tablas. San Agustín Mextepec, San Antonio Pueblo Nuevo, San Felipe del Progreso, San Jerónimo Bonchete, San Nicolás Guadalupe, Santa Ana Nichi, Santa Cruz Mextepec, |  |
| Autotransportes Temoayenses S.A. de C.V.                              | Temoaya, San Andrés, San Cristóbal, San Juan Jiquipilco, San Pedro, Las Lomas, Enthavi, San José Pathé, C. Ceremonial Otomí. |  |

## Transporte público de pasajeros
La mayoría de autobuses de transporte público que operan en el Valle de Toluca  dan servicio a la Terminal.